# Trem DC
Der Trem Desportivo Clube, in der Regel nur kurz Trem oder Trem Desportivo genannt, ist ein Fußballverein aus Macapá im brasilianischen Bundesstaat Amapá.
Der Verein spielt 2024 in der Staatsmeisterschaft von Amapá und der Série D.

## Erfolge
- Staatsmeisterschaft von Amapá (10×): 1952, 1984, 2007, 2010, 2011, 2021, 2022, 2023, 2024, 2025
- Torneio de Integração da Amazônia: 1985, 1986, 1987, 1988, 1989, 1990

## Stadion

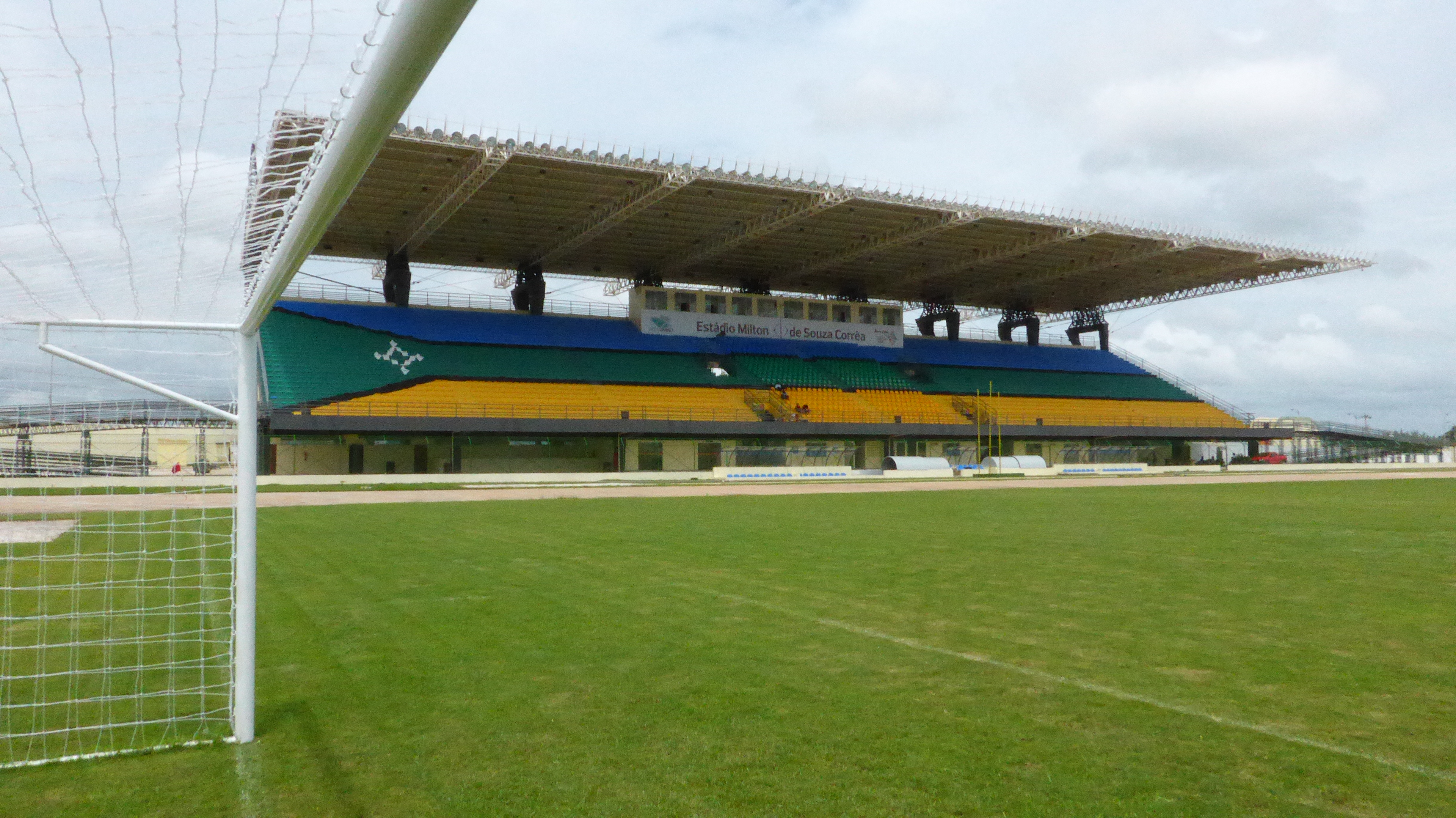
Estádio Milton Corrêa (Zerão)

Der Verein trägt seine Heimspiele im Estádio Milton Corrêa, auch unter dem Namen Zerão bekannt, in Macapá aus. Das Stadion hat ein Fassungsvermögen von 13.680 Personen.

## Trainer
| Trainer         | Nation    | von            | bis          |
| --------------- | --------- | -------------- | ------------ |
| Sandro          | Brasilien | Juni 2016      | ?            |
| Artur Oliveira  | Brasilien | 2021           |              |
| Sandro Macapá   | Brasilien | 4. August 2021 |              |
| Wellington Vero | Brasilien | 17. Mai 2024   | 20. Mai 2024 |